# Red Bull Thre3style
O Red Bull 3Style (ex Red Bull Thre3Style), também conhecido por Batalha Mundial de DJs, é um campeonato mundial de DJs.
Os participantes tocam uma seleção de pelo menos três gêneros ou estilos de música em um set curto de 15 minutos. O desafio é fazer os estilos funcionarem em harmonia, dentro de critérios como seleção musical, habilidade técnica, criatividade e capacidade de agitar a pista. Desta forma, os juízes avaliam as performances a partir do seguinte critério: Originalidade na escolha da seleção musical (20%), Criatividade para mixar os hits (30%), Apuro técnico durante as mixagens (30%), Presença no palco (10%), Resposta da pista (10%).
O primeiro evento ocorreu em 2007. Nas 3 primeiras edições, o Red Bull Thre3Style foi um evento exclusivamente Canadense, mas em 2010 ele se tornou internacional, com eliminatórias nacionais em 10 países, incluindo o Brasil.

## Vencedores

### Red Bull 3Style World DJ Championships I (Paris, France)
- DJ Karve (Aleqs Notal), France

### Red Bull 3Style World DJ Championships II (Vancouver, Canada)
- Hedspin, Canada

### Red Bull 3Style World DJ Championships III (Chicago, USA)
- Four Color Zack, USA

### Red Bull 3Style World DJ Championships IV (Toronto, Canada)
- Shintaro, Japan

### Red Bull 3Style World DJ Championships V (Baku, Azerbaijan)
- Eskei83, Germany

### Red Bull 3Style World DJ Championships VI (Tokyo, Japan)
- DJ Byte, Chile

### Red Bull 3Style World DJ Championships VII (Santiago, Chile)
- DJ Puffy, Barbados

### Red Bull 3Style World DJ Championships VIII (Krakow, Poland)
- Damianito, Italy

### Red Bull 3Style World DJ Championships IX (Taipei, Taiwan)
- J. Espinosa, USA